# 秋田港駅

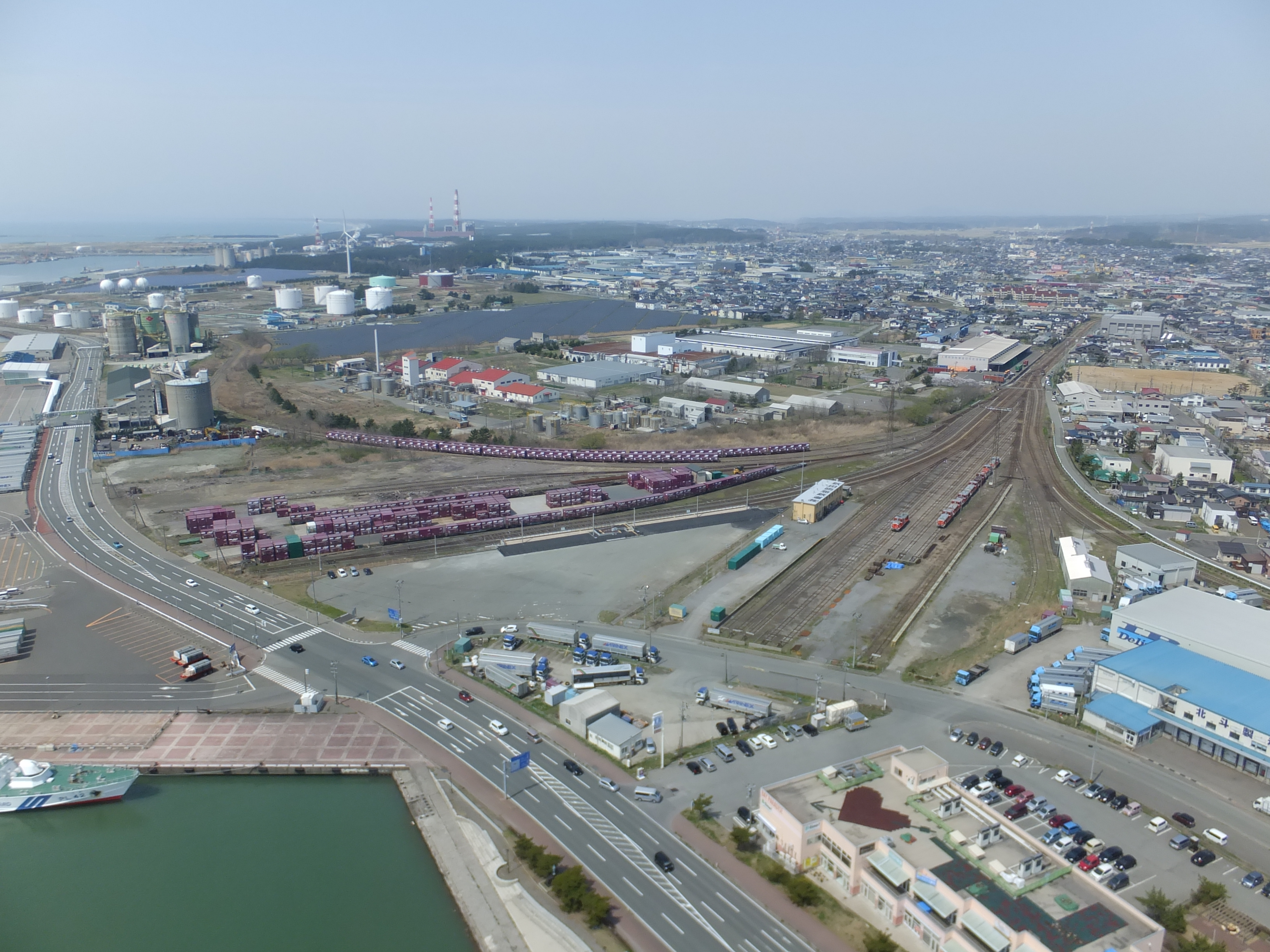
施設全景（2018年4月）

秋田港駅（あきたこうえき）は、秋田県秋田市土崎港西一丁目にある日本貨物鉄道（JR貨物）・東日本旅客鉄道（JR東日本）奥羽本線貨物支線（通称：秋田港線）の駅。かつては秋田臨海鉄道線も乗り入れていた。
基本的には貨物専用駅ではあるが、JR東日本が秋田港に寄港するクルーズ船の乗客などを対象とした旅客営業を不定期で行っている（後述）。

## 概要
地上駅。秋田臨海鉄道線の各駅を発着する貨車を整理する操車場としての機能が強かった。駅構内には、秋田臨海鉄道の機関区や、コンテナを留置するコンテナヤードが設置されている。なお、駅構内の入換作業は秋田臨海鉄道が行っていた。
1995年（平成7年）ごろまで、駅西側の秋田住友ベーク工場へ続く専用線が存在し、メタノール輸送が行われていた。国鉄時代には、秋田港の埠頭まで広がる複数の専用線が敷かれていた。
当駅では、長らく貨物の取り扱いは行われていなかったが、2011年（平成23年）に発生した東日本大震災の津波により、仙台臨海鉄道が長期間不通となっていた時期に同鉄道の仙台埠頭駅で行われていたJR東日本向けのレールの取り扱いが当駅で実施されていたことがある。なお、仙台埠頭駅同様、レールは、ラフテレーンクレーンを使用し長物車に積み込まれる。
秋田臨海鉄道が2021年3月いっぱいで事業を終了したため、3月13日のダイヤ改正以降当駅への定期貨物列車の発着は無くなり、同年発売の『貨物時刻表』でも秋田港線区間の時刻欄が削除されている。2024年9月時点でJR貨物は鉄道施設の管理を2025年度で終える方針を示している。

## 歴史
秋田港にある製油所や製錬所からの輸送需要の高まりを受けて、昭和前半には多くの貨物列車が通ったが、八橋油田の産出量の低下に伴って貨物列車の本数は減少した。

### 年表
- 1907年（明治40年）4月10日：国鉄の雄物川荷物取扱所（おものがわにもつとりあつかいじょ）として開業[3]。
- 1919年（大正8年）10月15日：駅に昇格、雄物川駅となる[4]。貨物駅。
- 1942年（昭和17年）4月1日：小荷物の取扱を開始[1]（一般駅となる）。
- 1944年（昭和19年）4月1日：秋田港駅に改称[1]。
- 1954年（昭和29年）9月1日：小荷物の取扱を廃止（貨物駅に戻る）[1]。
- 1971年（昭和46年）7月7日：秋田臨海鉄道線が開業。
- 1987年（昭和62年）4月1日：国鉄分割民営化により、国鉄の駅は日本貨物鉄道（JR貨物）に承継される[1]。
- 2017年（平成29年）
  - 7月21日：同日付で秋田港に寄港するクルーズ客船の乗客の輸送のため、JR東日本に対して土崎駅 - 当駅間について期間を限定した第二種鉄道事業を許可[5][6]。
  - 8月3日 - 6日：秋田港に寄港するクルーズ客船の乗客専用として、当駅から秋田駅までの旅客列車が4日間で5往復運行された[7]。
- 2018年（平成30年）
  - 1月26日：同日付で土崎駅 - 当駅間において、JR東日本に対して2018年4月18日から同年11月3日までの第二種鉄道事業を許可[8][9]。
  - 4月18日：専用車両「あきたクルーズ号」を使用した秋田港クルーズ列車が運行開始[10][11][12]。
- 2019年（平成31年/令和元年）
  - 3月8日：同日付で土崎駅 - 当駅間において、2019年4月11日から同年11月15日までの第二種鉄道事業の事業を許可[13][14]。
  - 12月24日 - 26日：大浜埠頭に置かれていた24系客車27両が、当駅の留置線に移動[15]。
- 2020年（令和2年）10月17日 - 18日：秋田臨海鉄道創業50年記念「秋田臨海鉄道特別公開 2020」のため、参加者向けに秋田駅から団体臨時列車を運行[16]。この年は新型コロナウイルス感染症（COVID-19）流行の影響により、秋田港へのクルーズ船の寄港がすべて中止となったため、事実上これが当年唯一の旅客列車の発着となる（これに伴う第二種鉄道事業許可等の取り扱いは不明）。
- 2021年（令和3年）
  - 3月12日：当駅を発着する定期貨物列車の運転が終了[17]。
  - 4月1日：秋田臨海鉄道線廃止に伴い、JR貨物の単独駅となる[18]。なお、この年も秋田港へのクルーズ船の寄港はすべて中止となっている。
- 2022年（令和4年）
  - 4月19日：同日付で土崎駅 - 当駅間において、2022年5月13日から同年11月11日まで特定（観光）目的とした第二種鉄道事業を許可[19]。
  - 11月：当駅に留置されていた24系客車や機関車、貨車の計52両の解体を開始[20]。

## 旅客列車の発着
開業当初より車扱貨物のみの取扱駅であったが、2017年（平成29年）、秋田港に寄港するクルーズ客船の乗客向けに当駅を発着して秋田駅までを結ぶ旅客列車（団体専用列車）を運行することが発表された。JR東日本は期間を限った第二種鉄道事業許可を取得し、仮設の乗降用タラップを設置したうえで竿燈まつりが行われる8月3 - 6日の期間中に計5往復の列車が試験運行された。乗客はクルーズ客船の乗客に限定され、貨物線を活用してクルーズ船客を輸送するのは全国初の事例とされる。
2018年以降もJR東日本は4月から11月にかけての期間を限った第二種鉄道事業許可を取得し、4両編成に対応したプラットホーム1面を本格整備したうえで、4月18日から専用車両「あきたクルーズ号」を使用し本格運行を開始した。
また、クルーズ客船の乗客以外の利用として、2018年7月最終の土日に開催された、秋田港 海の祭典「マリンフェスティバル」2018へのアクセス列車が、専用車両「あきたクルーズ号」を使用し運行した。これは、びゅうによる旅行商品専用の団体列車として運転され、秋田駅から秋田港駅への往復が含まれているが、切符の券面上は「秋田⇒土崎」の記載となった。往路の乗車列車を指定して発売された（着席位置と復路の利用列車選択は自由であった）。2019年の同フェスティバルでも運行された。
2020年度から2022年度までは新型コロナウイルス感染症（COVID-19）流行の影響によりクルーズ客船の寄港が中止されたため、この間の旅客列車は駅周辺でのイベント時のみ運行された。
2025年（令和7年）2月12日、秋田県議会での一般質問において、県はクルーズ列車の運行を2025年度末で廃止する方針を明らかにした。線路を所有するJR貨物は、この区間における貨物の取り扱いを終了しており、路線維持に協力できるのは2025年度末までとしていた。それ以降も運行を続ける場合、県が線路や踏切を取得し、修繕や初期投資などに約8億円、年間の保守点検費用として7,000万円がかかるため、県で多額の費用を負担するのは困難と判断し、廃止されることになった。

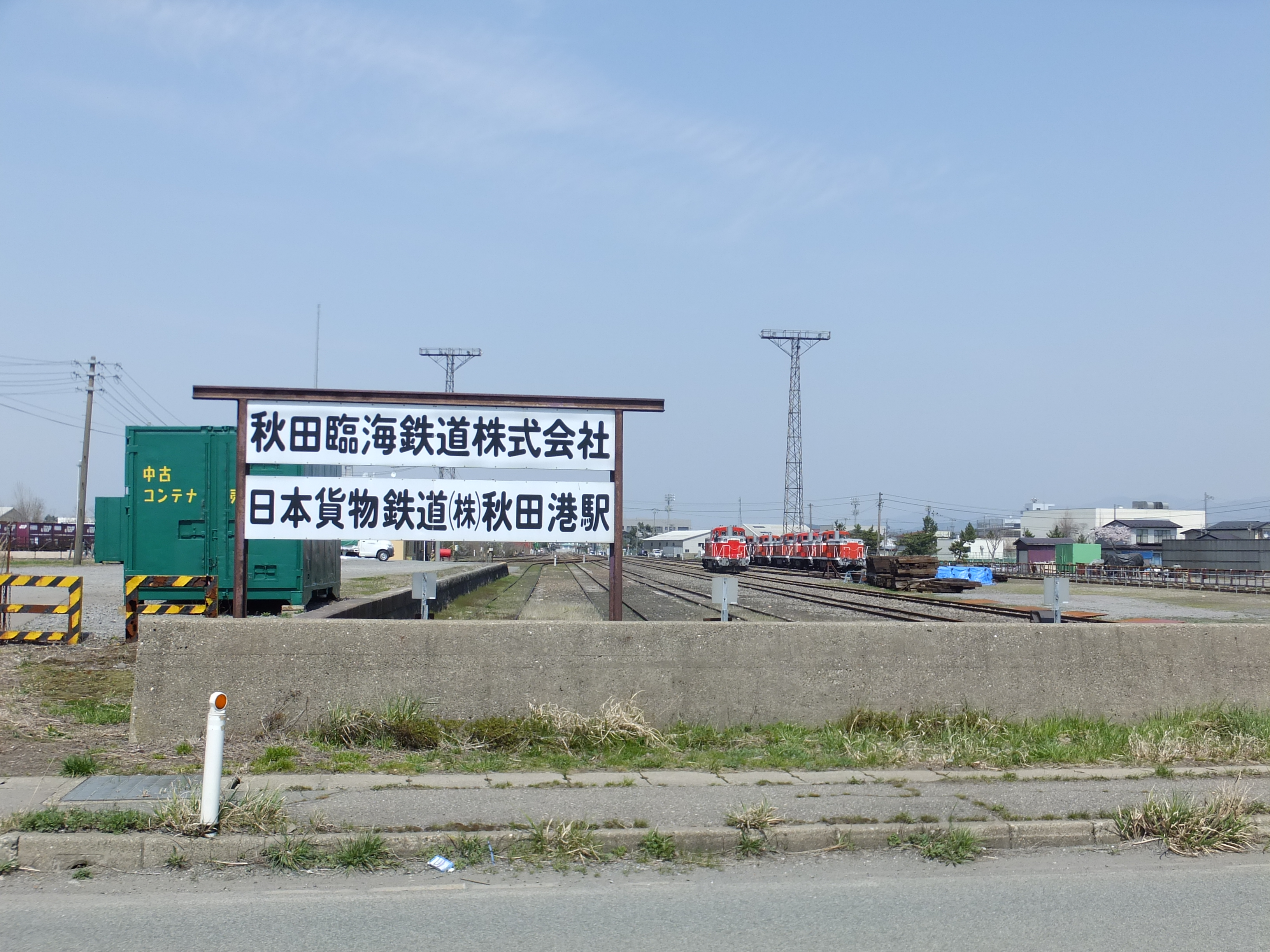
従前からの貨物取扱区域
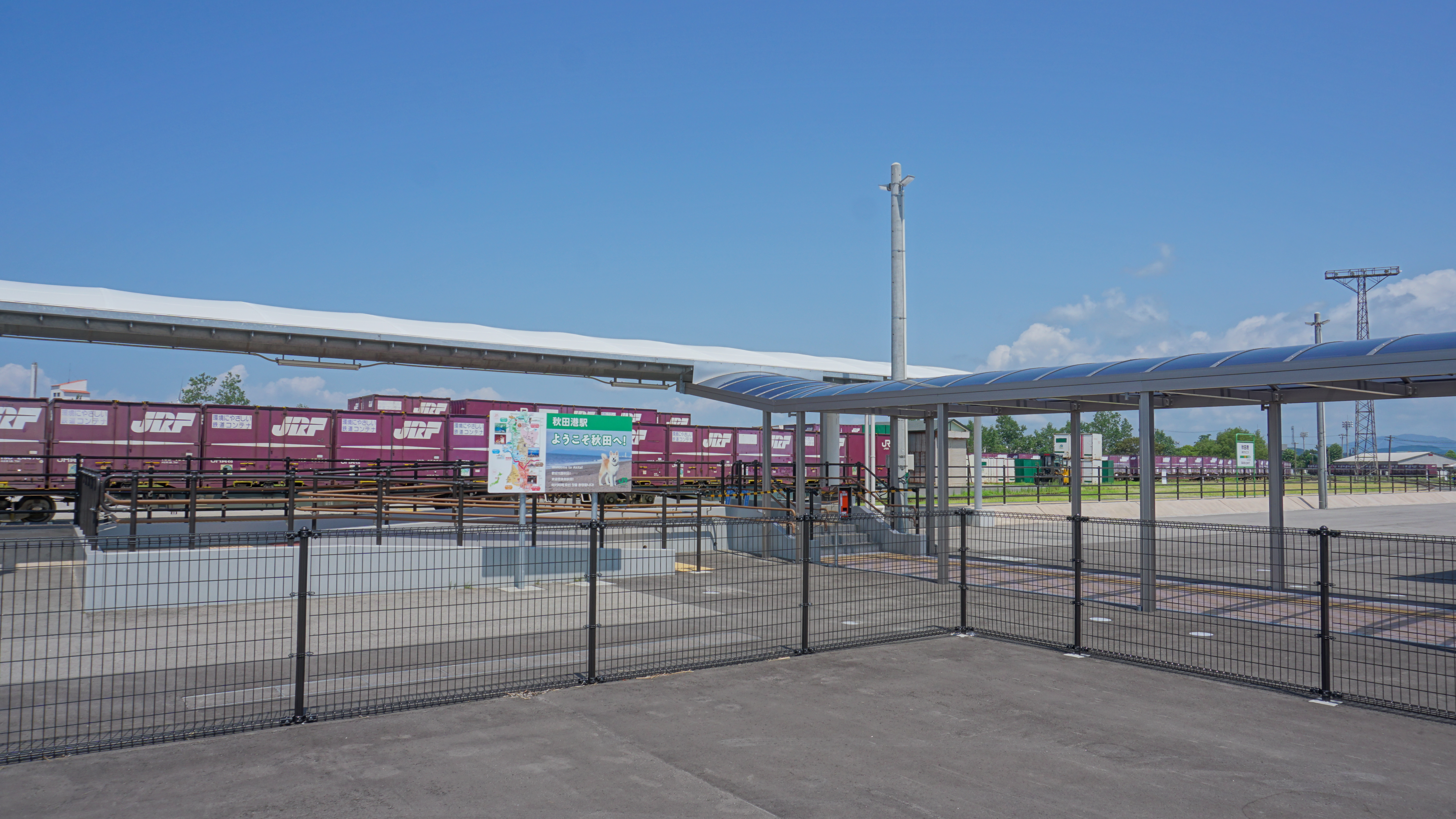
2018年に整備された4両分の延長を持つプラットホーム
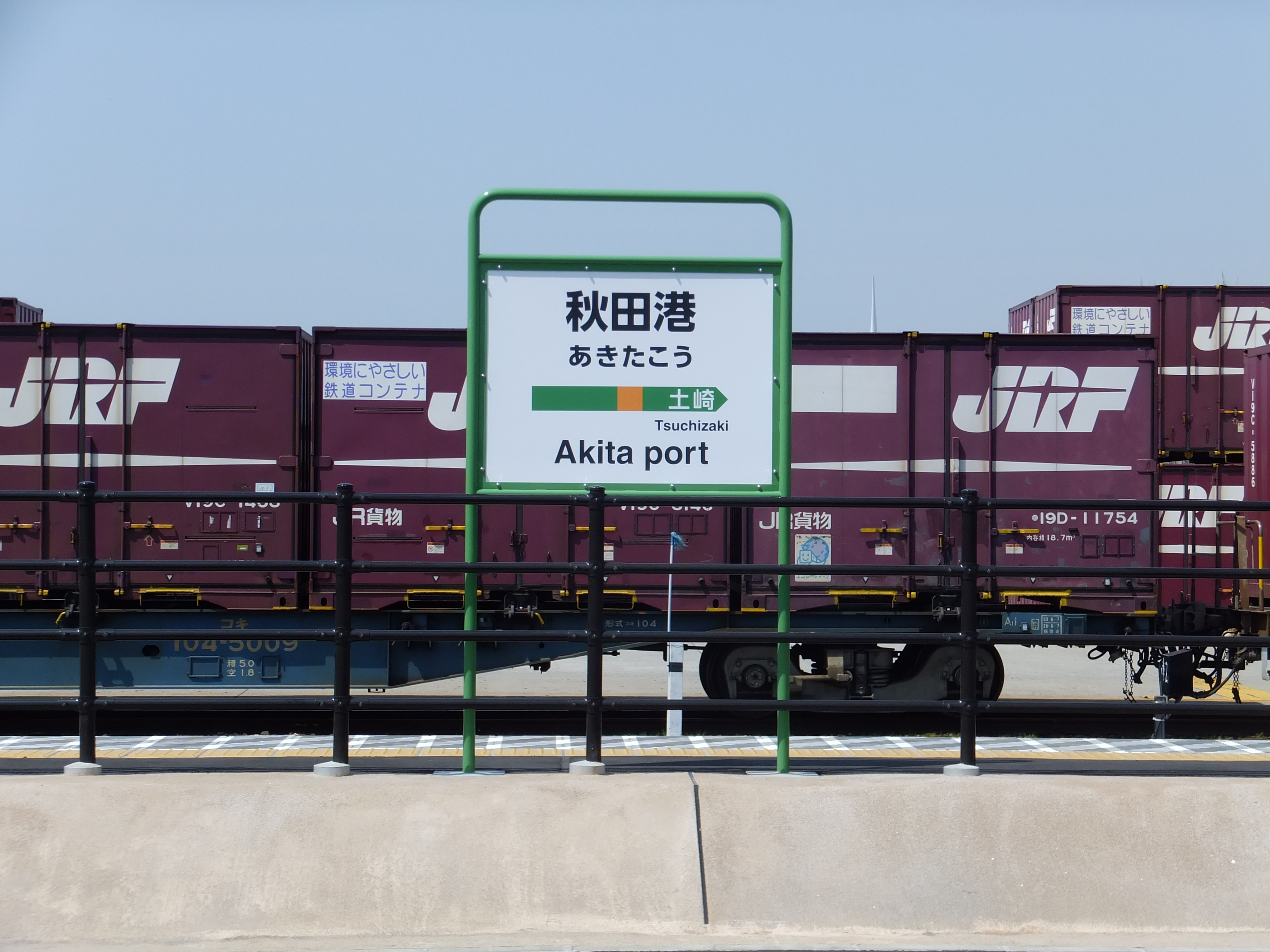
駅名標

## 駅周辺
- 秋田港中島ふ頭
  - 中島ふ頭フェリーターミナル
  - 道の駅あきた港　ポートタワーセリオン（秋田市ポートタワー）
- 秋田住友ベーク（住友ベークライト関連会社）フレキシブル工場・メディカル工場
- 秋田市北部市民サービスセンター
- 土崎みなと歴史伝承館
- 秋田臨港警察署
- 秋田海上保安部

毎年7月20日・21日に催行される「土崎港曳山まつり」では、秋田港線の踏切を曳山（山車）が横断する光景が見られる。

## 隣の駅
日本貨物鉄道（JR貨物）
奥羽本線 貨物支線
土崎駅 - 秋田港駅

### かつて存在した路線
秋田臨海鉄道
秋田臨海鉄道線（北線）
秋田港駅 - 中島埠頭駅
秋田臨海鉄道線（南線）
秋田港駅 - 向浜駅